# Либерална партия на Филипините
Либералната партия на Филипините (на тагалог: Partido Liberal ng Pilipinas) е центристка либерална политическа партия на Филипините.
Основана е през 1946 година с отделянето на либералното крило на Националистическата партия. Двете партии са доминиращи през следващите десетилетия и се редуват в управлението. Либералната партия е управляваща след 2010 година, когато нейният кандидат Бениньо Акино III е избран за президент. На парламентарните избори през 2016 година получава 42% от гласовете и е най-голямата партия в парламента.
1. ↑  www.esquiremag.ph